# HD 211291
HD 211291，又名CD-2616057，SAO 191016、HR 8492，是一颗恒星，视星等为6.15，位于銀經25.98，銀緯-55.48，其B1900.0坐标为赤經22h 11m 0.4s，赤緯-26° -55.48′ 46″。